# Schronisko nad Morskim Okiem
Le Schronisko nad Morskim Okiem (en français « refuge sur le Morskie Oko ») est situé  du côté polonais des Hautes Tatras dans les Carpates occidentales à 1 410 mètres d'altitude à proximité du lac Morskie Oko dont il porte le nom. Il fournit des repas et un hébergement pour 78 personnes.

## Histoire
Le premier refuge a été ouvert en 1874, celui-ci fut reconstruit en 1891 et détruit par un incendie en 1898. Le bâtiment principal actuel date de 1908.

## Accès
Le refuge est d'un accès facile par une route asphaltée fermée à la circulation automobile et permet entre autres l’ascension du mont Rysy, point culminant de la Pologne.